# Róbert Antal
Róbert Antal, né le 21 juillet 1921 à Budapest et mort le 1er février 1995 à Toronto au Canada, est un joueur de water-polo hongrois. Lors des Jeux olympiques de Helsinki en 1952, il remporte la médaille d'or avec l'équipe de Hongrie.